# Кастельбон (виконтство)
Виконтство Кастельбон (Кастельбо) (кат. Vescomtat de Castellbò, фр. Vicomté de Castelbon, исп. Vizcondado de Castellbó) — феодальное владение на территории исторической провинции Каталония, образованное при объединении виконтств Альт-Урхель и Сердань. С первой половины XIII века и до начала XVI века Кастельбон находился в составе владений графов Фуа, иногда выделясь в отдельное владение под управлением представителей рода графов Фуа. Виконтство существовало до 1548 года, после чего вошло в состав Арагонской короны. В настоящее время территория, на которой располагалось виконтство, входит в состав Франции и Испании.

## История
Ядром будущего виконтства послужили владения виконтов Урхеля, известных с X века, находившиеся в феодальной зависимости от графов Урхеля. Один из них, Гильем I, получил в 989 году от графа Барселоны и Урхеля Борреля II долину Кастель-льео (кат. Castell-lleó), название которой позже трансформировалось в Кастельбо (кат. Castellbó).
Правнук Гильома, Пере (Педро) I (ум. 1150) в 1126 году женился на Сибилле, дочери и наследница виконта Сердани Рамона II. Благодаря этому браку Пере объединил в своих руках оба виконтства и с этого принял титул виконта де Кастельбо. В 1135 году он в соответствии с арбитражем графа Эрменгола VI Урхельского получил во владение Кастельсиутат.
Внук Пере, Арно I (ум. 1226) благодаря браку с наследницей дома Кабо присоединились долины и Кабо и Сан-Хуан, а также права на долину Андорры, считавшейся светским владением епископов Урхеля и имевшая важное стратегическое значение. В попытках закрепиться в долине он вступил в конфликт с епископами Урхеля. Для борьбы против них Арно вступил в союз с Раймундом Роже, графом де Фуа, имевшим свои планы на Андорру. Для того, чтобы укрепить союз, Арно выдал замуж свою единственную дочь Эрмезинду за Роже Бернара, наследника Раймунда Роже де Фуа. Брак состоялся в январе 1203 года и послужил поводом к войне против епископов Урхеля. Увидев в этом браке угрозу своим интересам, епископ Бернат де Виламур и граф Урхеля Эрменгол VIII объединились и напали на Раймунда Роже и Арно, захватив в феврале 1203 года их в плен, в котором они пробыли до сентября. Освободили их только благодаря вмешательству короля Арагона Педро II.
Благодаря этому браку Кастельбон надолго оказался присоединён к графству Фуа. Сын Роже Бернара и Эрмезинды, Роже (ум. 1265) смог вывести свои каталонские владения из феодальной зависимости от епископов Урхеля, однако вопрос с долиной Андорры так и остался нерешённым. Только сын и наследник Роже, Роже Бернар II (ум. 1303) смог в 1278 году договориться с епископами Урхеля о совместном владении долиной, заключив так называемый пареаж. Также графы Фуа ещё больше увеличили территорию Кастельбона, расширив её к середине XIII века до Олианы и Коль де Нарго, а в 1272 году приобретя Валь Феррера, Кома дель Бург и виконтство Тирвиа в графстве Пальярс.
После смерти в 1315 году Гастона I де Фуа Кастельбон, за исключением Донаса и Андорры, оказался выделен в состав владений, доставшихся его второму сыну Роже Бернару III (ок. 1310 — 1350). Его сын, Роже Бернар IV (ум. 1381) во второй половине XIV века приобрёл Бар в Сердани и Арамунт в Нижнем Пальярсе. А его сын, Матье I (1363—1398) после угасания старшей ветви рода в 1391 году вновь объединил все владения рода. Однако в 1396 году он после неудачного вторжения в Каталонию потерял Бар и Арамунт, захваченные королём Арагона вместе с некоторыми другими владениями в Каталонии.
После смерти Матье Кастельбон в числе других владений рода унаследовала его сестра Изабелла, бывшая замужем за Аршамбо де Грайи (ум. 1412), капталем де Бюш, сеньором де Грайи графом де Бенож. Их потомки владели Кастельбоном в составе других владений, часто выделяя его наследнику графства. Территория виконтства постепенно расширилась за счёт ряда приобретений (Херри в 1426 году, Бальестар в 1430 году, Риальб и Валь де Ассуа в 1435 году).
В 1462 году король Арагона Хуан II во время гражданской войны в Арагоне даровал титул виконта де Кастельбон графу Нижнего Пальярса Гуго Роже III, однако ему так и не удалось реально получить это владение и Кастельбон остался в руках Гастона II де Фуа, передавшего титул своему старшему сыну и наследнику, Гастону III (1444—1470), принцу Викнскому. Сын Гастона III, Франциск Феб (1467—1483), стал в 1479 году королём Наварры.
В 1512 году король Арагона Фердинанд II Католик захватил большую часть Наварры, а также все каталонские владения дома Фуа, включая Кастельбон. В 1513 году он передал Кастельбон своей 2-й жене Жермене де Фуа (она была внучкой Гастона II (IV) де Фуа), которая управляла ей до 1528 года, в котором Кастельбон узурпировал Луис Оливер де Ботеллер. Жермена продолжала носить титул виконтессы де Кастельбон. Само же виконтство оказалось возвращено короне после смерти Луиса в 1548 году, после чего окончательно вошло в состав королевства.

## Список виконтов Кастельбона

### Виконты Урхеля (Альт-Урхеля)
- ок. 929: Эрменир (возможно виконт Осоны)
- ок. 941: Гискафред
- ок. 950: Майель (возможно Майель II, виконт Нарбонны)
- ок. 956: Симплисий

Дом де Кастельбон
- ок. 953—977: Миро I (ум. 977), виконт Урхеля с ок. 953
- 977—1035: Гильем I Миро (ум. 1035), виконт Урхеля с 977, сын предыдущего
- 1035—1079: Миро II Гильем (ум. 1079), виконт Урхеля с 1035, сын предыдущего
- 1079—1114: Рамон I Миро (ум. 1114), виконт Урхеля 1079—1094, виконт Альт-Урхеля с 1094, сын предыдущего

### Виконты Кастельбона и Сердани
Дом де Кастельбон
- 1114—1150: Пере (Педро) I Рамон (ум. 1150), виконт Альт-Урхеля 1114—1126, виконт Альт-Урхеля и Сердани 1126—1127, виконт де Кастельбон и де Сердань с 1127, сын предыдущего
- 1150—1185: Рамон II (ум. 1185), виконт де Кастельбон и де Сердань с 1150, сын предыдущего
- 1185—1226: Арно I (ум. 1226), виконт де Кастельбон и де Сердань с 1185, сын предыдущего
- 1185—1230: Эрмезинда де Кастельбон (ум. ок. 1230), виконтесса де Кастельбон и де Сердань, дама Андорры, дочь предыдущего

муж: с 1203 Роже Бернар II Великий (ум. 1241), граф де Фуа
Дом Фуа-Каркассон
- 1226—1240: Роже Бернар I Великий (ум. 1241), граф де Фуа (Роже Бернар II) с 1223, виконт де Кастельбон и де Сердань, сеньор Андорры 1226—1230 (в 1230—1240 администратор виконтств), муж предыдущей;
- 1241—1265: Роже I (ум. 1265), граф Фуа (Роже IV) с 1241, виконт де Кастельбон и де Сердань, сеньор Андорры ок. 1230—1260, сын предыдущего;
- 1265—1303: Роже Бернар II (ум. 1303), граф де Фуа (Роже Бернар III) с 1265, виконт де Кастельбон и де Сердань с 1260, сеньор Андорры 1260—1278, князь-соправитель Андорры с 1278, виконт де Беарн и де Габардан (Роже Бернар I) с 1290, сын предыдущего;
- 1302—1315: Гастон I (1287—1315), граф де Фуа, виконт де Беарн, де Габардан, де Кастельбон и де Сердань, князь-соправитель Андорры с 1302, виконт де Марсан с 1313, сын предыдущего;
- 1315—1350: Роже Бернар III (ок. 1310 — 1350), виконт де Кастельбон и де Сердань с 1315, сын предыдущего;
- 1350—1381: Роже Бернар IV (ум. 1381), виконт де Кастельбон и де Сердань с 1350, сын предыдущего;
- 1381—1398: Матье I (1363—1398), виконт де Кастельбон и де Сердань с 1381, граф де Фуа, виконт де Беарн, де Габардан, князь-соправитель Андорры, виконт де Марсан с 1391, сын предыдущего;
- 1398—1412: Изабелла I (1361—1428), графиня Фуа, виконтесса де Беарн, де Марсан и де Габардан 1398—1412, виконтесса де Кастельбон и де Сердань 1400—1412, сестра предыдущего

муж: с 1381 Аршамбо I (ум.1412)
Дом Фуа-Грайи
- 1398—1412: Аршамбо де Грайи (ум. 1412), капталь де Бюш, сеньор де Грайи, граф де Бенож с 1369, граф де Фуа, виконт де Беарн, де Марсан и де Габардан, князь-соправитель Андорры с 1398, виконт де Кастельбон с 1400, муж предыдущей
- 1412—1436: Жан I (1382—1436), граф де Фуа, виконт де Беарн, де Марсан, де Габардан и де Кастельбон, князь-соправитель Андорры с 1412, граф де Бигорр с 1425, сын предыдущего
- 1436—1462: Гастон II (1423—1472), граф де Фуа (Гастон IV) и де Бигорр, виконт де Беарн, де Марсан, де Габардан с 1436, виконт де Кастельбон 1425—1462, виконт де Нарбонн 1447—1468, пэр Франции с 1458, сын предыдущего
- 1462—1470: Гастон III (1444—1470), виконт де Кастельбон с 1462, принц Вианский
- 1470—1483: Франциск (Франсуа) Феб (1467—1483), виконт де Кастельбон с 1470, граф де Фуа и де Бигорр, виконт де Беарн, де Марсан, де Габардан, пэр Франции с 1472, король Наварры с 1479, сын предыдущего
- 1483—1512: Екатерина (1470—1517), королева Наварры, графиня де Фуа и де Бигорр, виконтесса де Беарн, де Марсан, де Габардан с 1483, виконтесса де Кастельбон 1483—1512, сестра предыдущего

В 1512 году Кастельбон вместе с большей частью Наварры аннексирован королём Арагона Фердинандом II.
Династия Трастамара
- 1512—1513: Фердинанд Католик (1452—1516), король Арагона (Фердинанд II), Кастилии и Леона (Фердинанд V), Сицилии и Неаполя (Фердинанд III)

В 1513 году Фердинанд передал Кастельбон своей 2-й жене Жермене де Фуа.
Дом Фуа-Грайи
- 1513—1528: Жермена де Фуа (1488—1538), королева-консорт Арагона 1505—1516, вице-королева Валенсии 1523—1537, виконтесса де Кастельбон 1513—1528 (формально до 1537), внучка Гастона IV де Фуа, жена предыдущего

В 1528 году Кастельбон захватил Луис Оливер де Ботеллер.
- 1528—1548: Луис Оливер де Ботеллер (ум. 1548), виконт де Кастельбо (узурпатор) с 1528